# Barat (Višnjan)
Barat is een plaats in de gemeente Višnjan in de Kroatische provincie Istrië. De plaats telt 25 inwoners (2001).